# Lyddan Bank
Koordinaten: 73° 30′ S, 21° 0′ W
Die Lyddan Bank (englisch) ist eine Bank im Weddell-Meer. Sie liegt vor der Prinzessin-Martha-Küste des ostantarktischen Königin-Maud-Lands in einer Tiefe von mindestens 200 m unter dem Meeresspiegel.
Benannt ist sie auf Vorschlag des Vermessungsingenieurs und Glaziologen Heinrich Hinze vom Alfred-Wegener-Institut in Anlehnung an die Benennung der benachbarten Lyddan-Insel. Deren Namensgeber ist Robert Henry Lyddan (1910–1990), Mitarbeiter des United States Geological Survey, der seit den 1950er Jahren in der Planung und Leitung der Antarktiskartierung tätig war. Die Benennung wurde im Juni 1997 durch das US-amerikanische Advisory Committee on Undersea Features (ACUF) bestätigt.